# Kỷ Jura
| −200 —–−195 —–−190 —–−185 —–−180 —–−175 —–−170 —–−165 —–−160 —–−155 —–−150 —–−145 —– | Đại Trung SinhKỷ Tam ĐiệpKỷ JuraKỷ Phấn TrắngSớmGiữaMuộnTầng HettangeTầng SinemurTầng PliensbachTầng ToarcTầng AalenTầng BajocyTầng BathonTầng CalloveTầng OxfordTầng KimmeridgeTầng Tithon | \| ← \| Sự kiện tuyệt chủng Tam Điệp–Jura \| |
| Phân khu của kỷ Jura theo ICS, tính đến năm 2021. Theo từng dọc: triệu năm trước.    | |                                              |
| ←                                                                                    | Sự kiện tuyệt chủng Tam Điệp–Jura |                                              |

| ← | Sự kiện tuyệt chủng Tam Điệp–Jura |

Kỷ Jura là một kỷ trong niên đại địa chất kéo dài từ khoảng 200 triệu năm trước, khi kết thúc kỷ Tam điệp (Trias) tới khoảng 146 triệu năm trước, khi bắt đầu kỷ Phấn trắng (Creta). Giống như các kỷ địa chất khác, các tầng đá xác định sự bắt đầu và kết thúc của kỷ này đã được xác định khá rõ ràng, nhưng niên đại chính xác thì vẫn là điều không chắc chắn trong phạm vi 5 - 10 triệu năm. Kỷ Jura tạo thành thời kỳ giữa của Đại Trung Sinh, còn được biết đến như là kỷ nguyên Khủng long. Sự bắt đầu của kỷ này được đánh dấu bằng sự kiện tuyệt chủng lớn kỷ Trias-Jura.
Tên gọi kỷ Jura do Alexandre Brogniart đặt cho các địa hình đá vôi có nguồn gốc biển lộ ra ở dãy núi Jura, trong khu vực giáp ranh giữa Đức, Pháp và Thụy Sĩ.

## Các phân kỷ
Kỷ Jura thông thường được chia ra thành các phân kỷ Tiền, Trung và Hậu, còn được biết đến như là Lias, Dogger và Malm. Các thuật ngữ tương ứng cho các tầng đá là Hạ, Trung và Thượng Jura.

## Cổ địa lý học

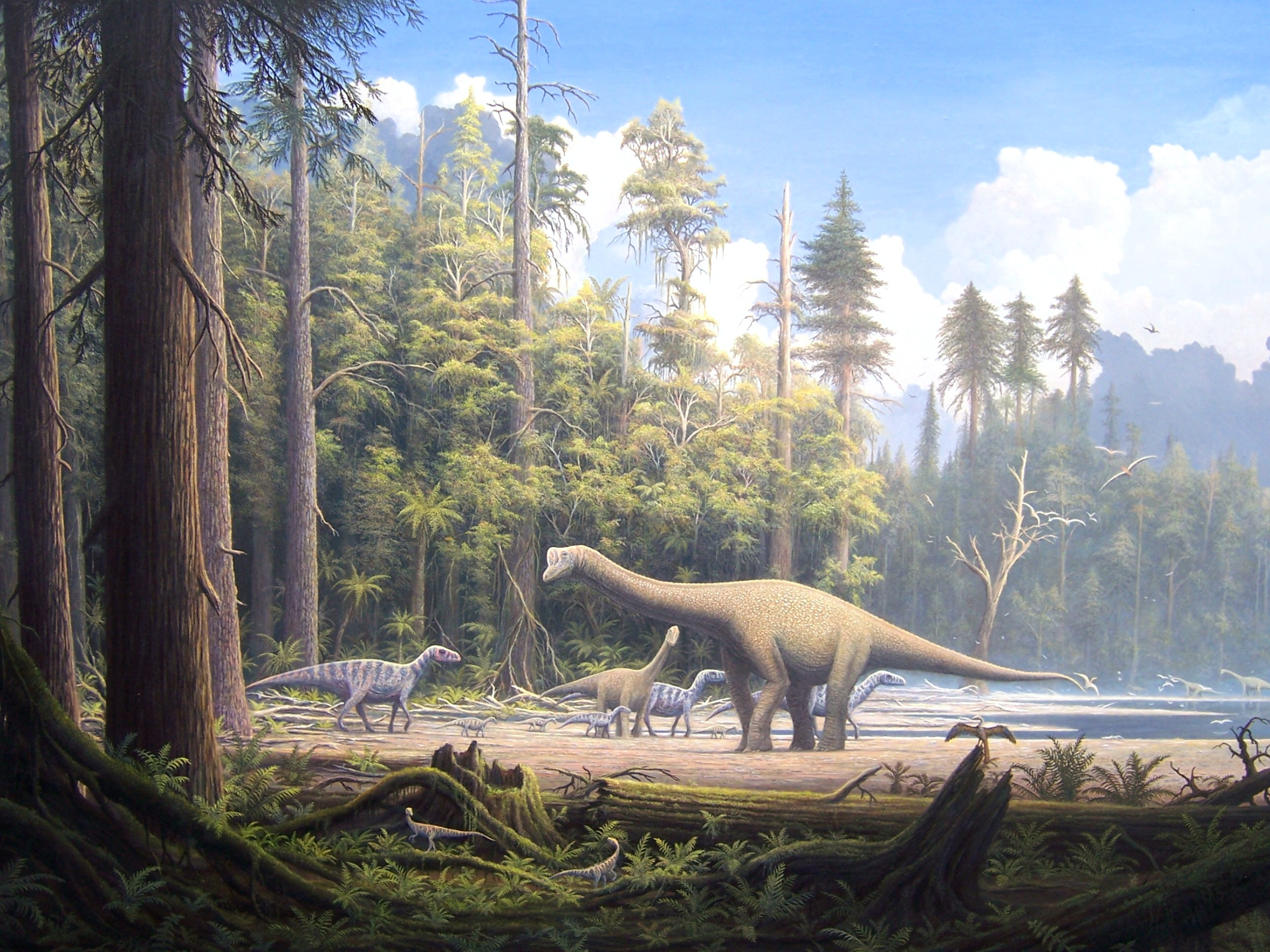
Rất nhiều loại khủng long sinh sống trong những cách rừng hạt trần ở kỷ Jura

Trong thời kỳ Jura sớm, siêu lục địa Pangea đã bị chia tách ra thành Bắc Mỹ, Eurasia và Gondwana. Đại Tây Dương khi đó còn tương đối hẹp. Vào thời kỳ Jura muộn thì lục địa phía nam, Gondwana, bắt đầu tách ra và biển Tethys đã khép lại, lòng chảo Neotethys đã xuất hiện. Khí hậu khi đó ấm áp, do không có chứng cứ cho thấy có sự tồn tại của sự đóng băng. Trong kỷ Trias, dường như đã không có các vùng đất gần hai địa cực cũng như các chỏm băng.

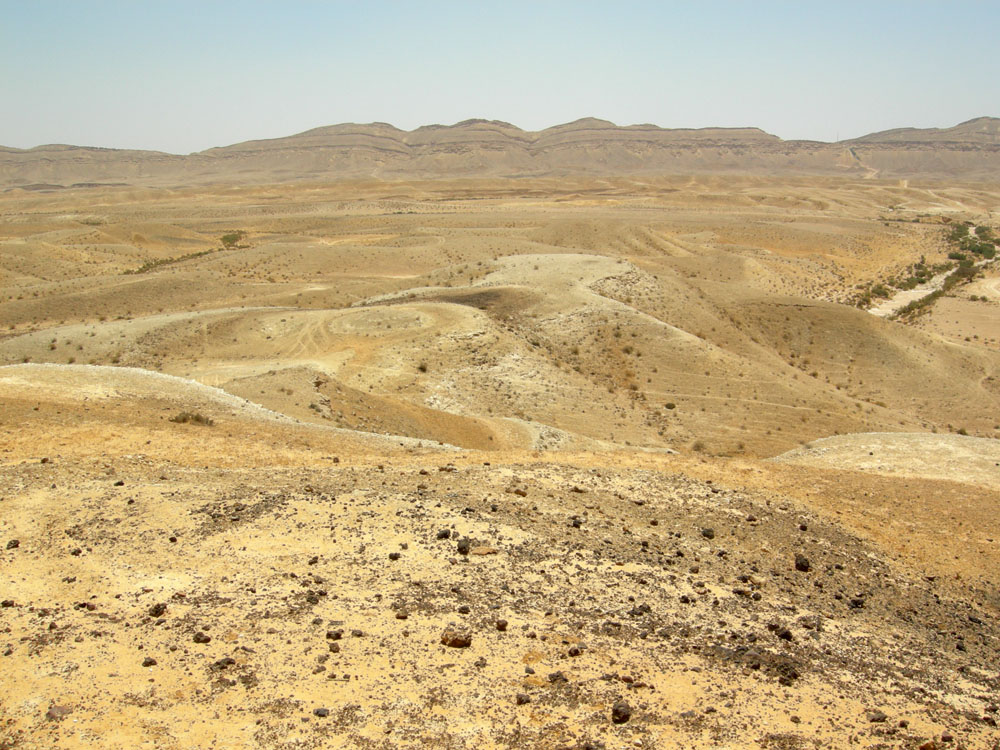
Đá vôi và mác-nơ kỷ Jura (Thành hệ Matmor) phía nam Israel.
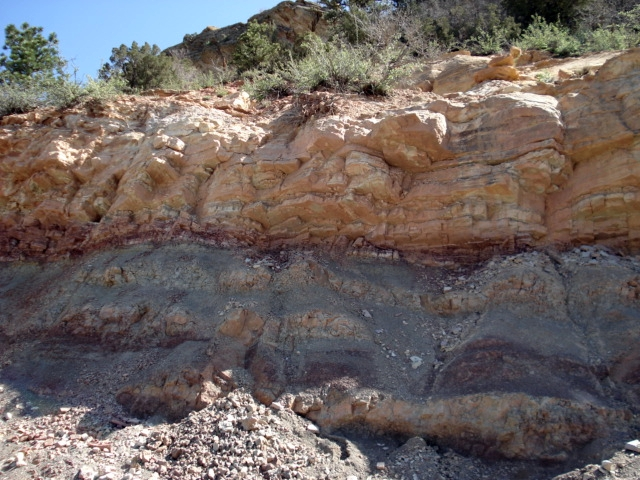
Thành hệ Morrison (Jura muộn), Colorado là một trong những địa điểm lưu giữ nhiều hóa thạch khủng long nhất Bắc Mĩ.
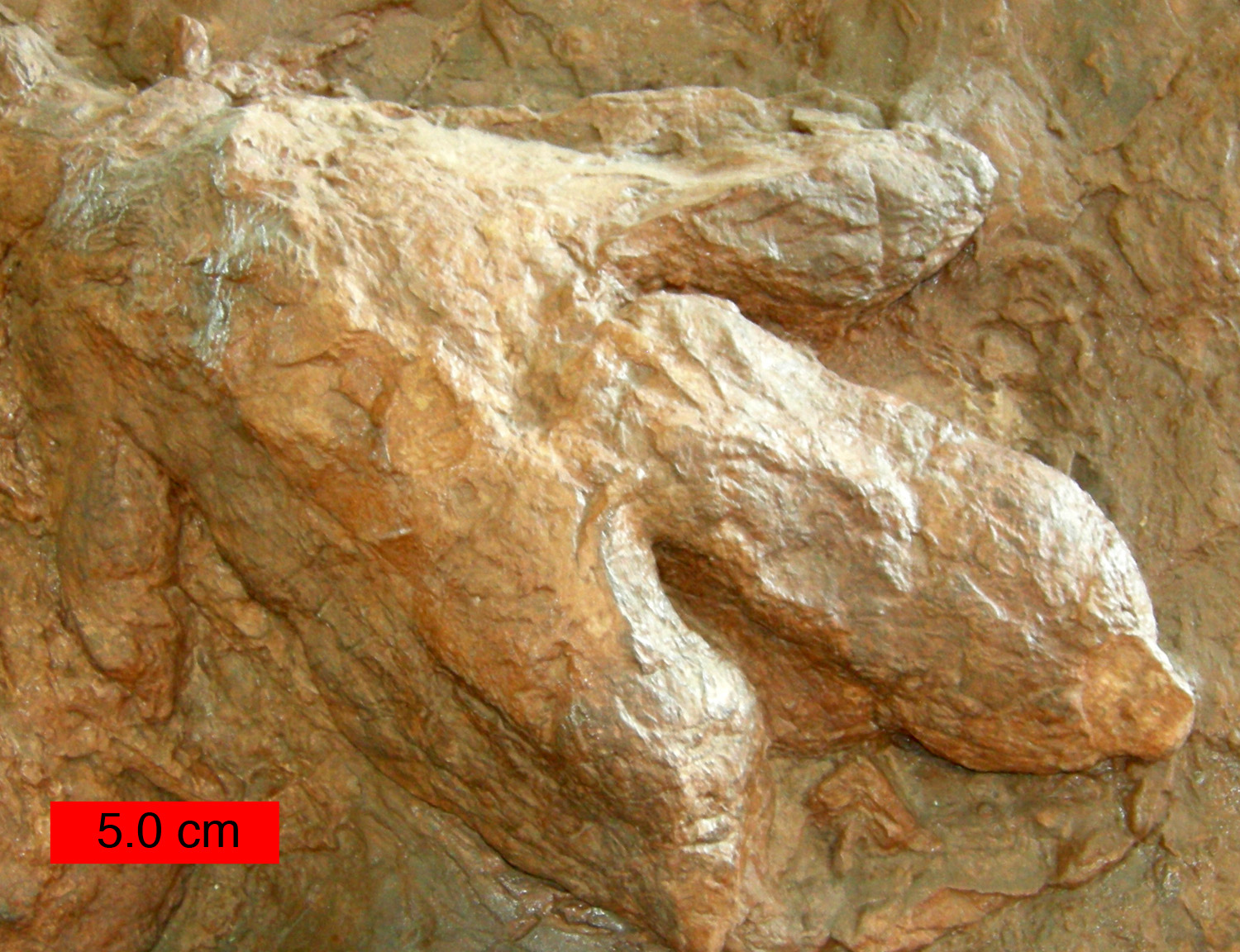
Gigandipus, một dấu chân khủng long ở thành hệ Moenave (Hạ Jura) tại St. George Dinosaur Discovery Site, nông trại Johnson, Tây Nam Utah.

.
| Hệ/ Kỷ                               | Thống/ Thế   | Tầng/ Kỳ   | Niên đại (Ma) | Niên đại (Ma) |
| ------------------------------------ | ------------ | ---------- | ------------- | ------------- |
| Phấn Trắng                           | Hạ/Sớm       | Berrias    | trẻ/muộn hơn  | trẻ/muộn hơn  |
| Jura                                 | Thượng /Muộn | Tithon     | ~145.0        | 152.1         |
| Jura                                 | Thượng /Muộn | Kimmeridge | 152.1         | 157.3         |
| Jura                                 | Thượng /Muộn | Oxford     | 157.3         | 163.5         |
| Jura                                 | Trung/Giữa   | Callove    | 163.5         | 166.1         |
| Jura                                 | Trung/Giữa   | Bathon     | 166.1         | 168.3         |
| Jura                                 | Trung/Giữa   | Bajocy     | 168.3         | 170.3         |
| Jura                                 | Trung/Giữa   | Aalen      | 170.3         | 174.1         |
| Jura                                 | Hạ/Sớm       | Toarc      | 174.1         | 182.7         |
| Jura                                 | Hạ/Sớm       | Pliensbach | 182.7         | 190.8         |
| Jura                                 | Hạ/Sớm       | Sinemur    | 190.8         | 199.3         |
| Jura                                 | Hạ/Sớm       | Hettange   | 199.3         | 201.3         |
| Trias                                | Thượng /Muộn | Rhaetia    | cổ/sớm hơn    | cổ/sớm hơn    |
| Phân chia Kỷ Jura theo ICS năm 2020. |              |            |               |               |

Hồ sơ địa chất kỷ Jura là khá tốt ở miền tây châu Âu, tại đây các chuỗi trầm tích đại dương rộng lớn được tìm thấy dọc theo các bờ biển, bao gồm cả di sản thế giới bờ biển Jurassic nổi tiếng. Các tầng của kỷ này cũng được đặc trưng bởi các bể trầm tích (tiếng Đức: Lagerstätte) nổi tiếng như Holzmaden và Solnhofen. Ngược lại, các hồ sơ địa chất ở Bắc Mỹ thuộc kỷ Jura là nghèo nàn nhất trong Đại Trung Sinh, với chỉ một ít phần trồi lên bề mặt. Mặc dù biển Sundance khá nông đã để lại các trầm tích tại một số nơi thuộc đồng bằng miền bắc Hoa Kỳ và Canada trong thời kỳ cuối kỷ Jura, nhưng phần lớn trầm tích trong giai đoạn này đều mang tính lục địa, chẳng hạn như các trầm tích phù sa của kiến tạo núi Morrison.

Các khối đá batholith lớn đầu tiên đã xuất hiện ở miền bắc Cordillera bắt đầu vào giữa kỷ Jura, tạo ra sự hình thành núi ở Nevada (Monroe và Wicander 1997, tr. 607). Các phần lộ ra quan trọng thuộc kỷ Jura cũng được tìm thấy ở Nga, Ấn Độ, Nam Mỹ, Nhật Bản, Australasia và Vương quốc Anh hiện nay.

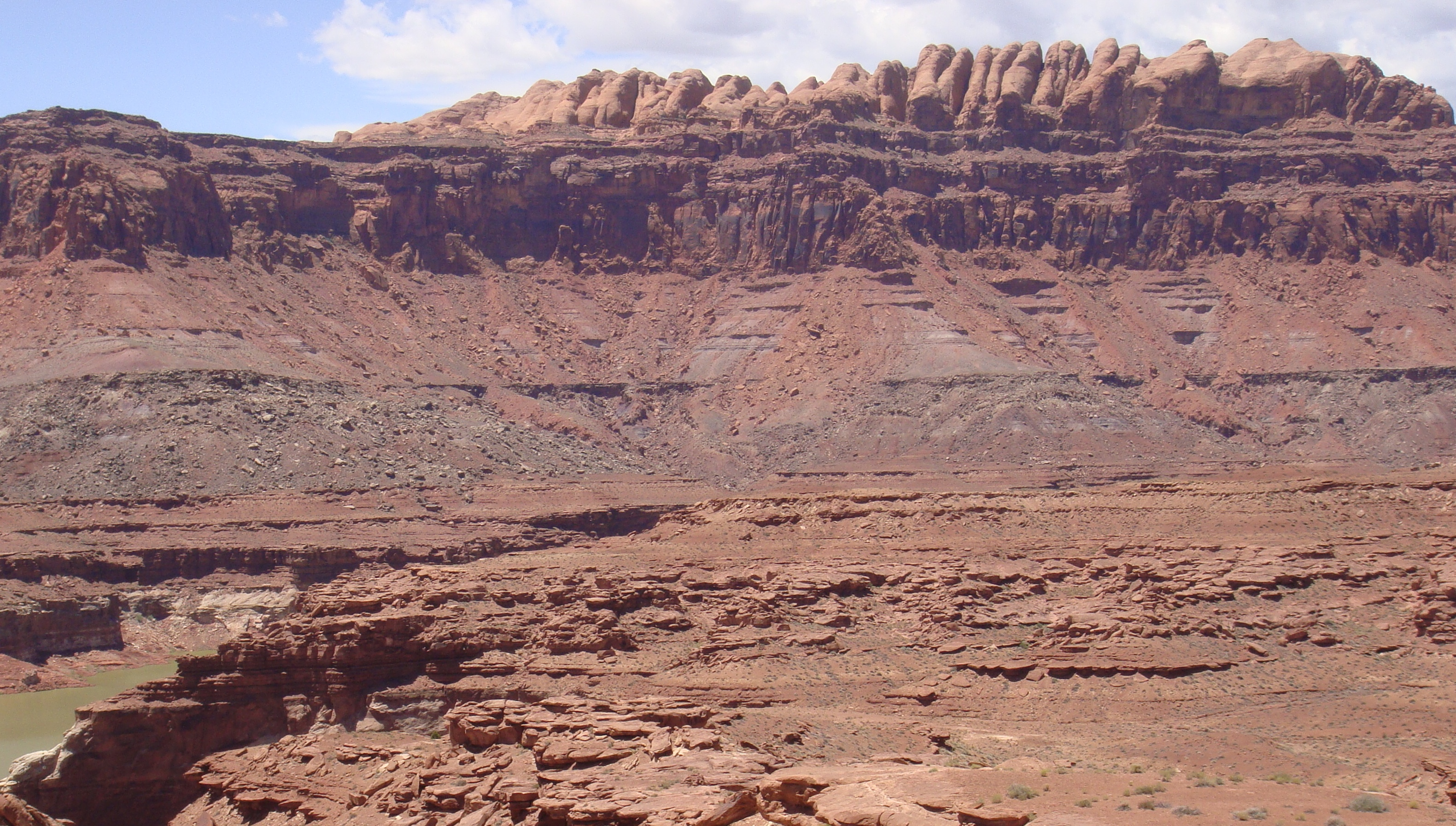
Kỉ Permi xuyên qua địa tầng của kỷ Jura tại cao nguyên Colorado khu vực Đông Nam Utah

Ở châu Phi, địa tầng Jurassic sớm được phân bố tương tự như nền Jura muộn, với các vết lộ phổ biến hơn ở phía nam và các lớp hóa thạch ít phổ biến hơn, chủ yếu là các dấu vết ở phía bắc.[14] Giống như sự phát triển ở những nơi khác trong kỷ Jura, nhóm khủng long phổ biến và nhiều hơn cả đó là Sauropods và Ornithopods, đã phát triển mạnh mẽ ở Châu Phi.[14] Địa tầng Trung Jura không có đại diện tiêu biểu cũng không được nghiên cứu ở châu Phi.[14] Địa tầng Jura muộn chỉ có một số ít đại diện từ hệ động vật Tendeguru ở Tanzania.[14] Sự sống ở Jura muộn của Tendeguru rất giống với những gì được tìm thấy ở thành hệ Morrison phía tây Bắc MĨ.

## Động vật thủy sinh
Trong kỷ Jura, các dạng "cao nhất" của sự sống đã sinh trưởng trong các đại dương là cá và các loài bò sát biển. Nhóm bò sát bao gồm thằn lằn cá (Ichthyosauria), thằn lằn cổ rắn chân chèo (Plesiosauria) và cá sấu biển (Crocodilia) thuộc các họ Teleosauridae và Metriorhynchidae.
Trong thế giới động vật không xương sống thì một vài nhóm mới đã xuất hiện, chẳng hạn:
- Sinh vật phù du ngành Foraminifera và nhóm Calpionelid
- Động vật hai mảnh vỏ thuộc lớp Bivalvia
- Động vật thân mềm nhóm Belemnoidea và
- Động vật thuộc ngành Brachiopoda với các nhóm Terebratulid và Rinchonelid.

Các con cúc thuộc phân lớp Ammonoidea (lớp Cephalopoda có vỏ) là phổ biến và khá đa dạng, tạo thành 62 sinh đới.

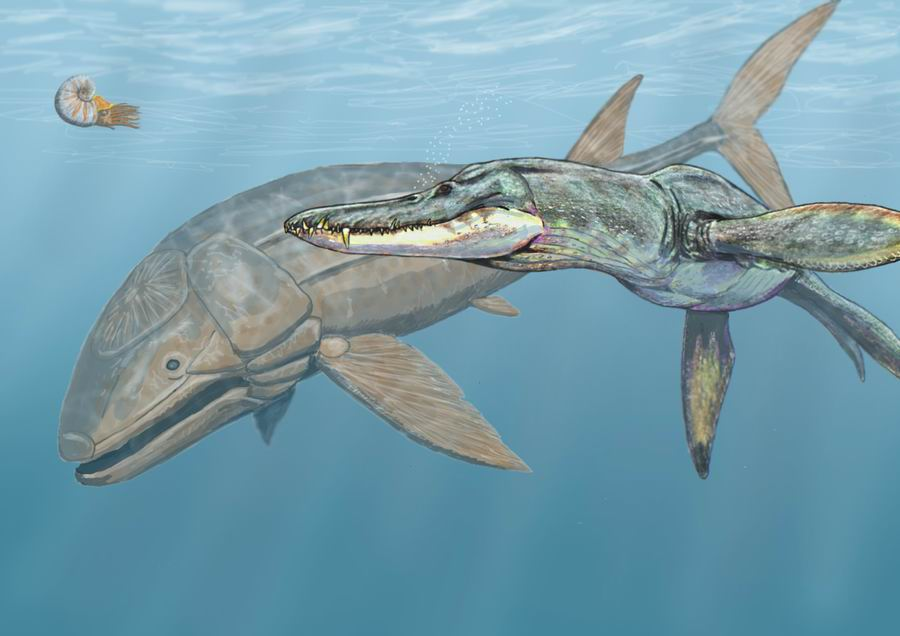
A Pliosaurus (phải) đang quấy nhiễu một con Leedsichthys trong dại dương kỉ Jura.
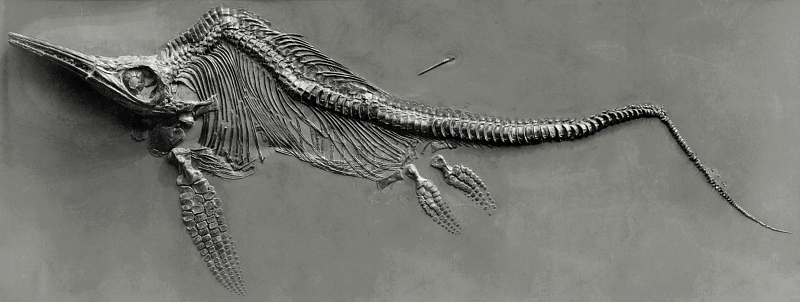
Ichthyosaurus có niên đại từ Hạ (sớm) Jura phía nam nước Đức có đặc điểm hình dạng giống cá heo.
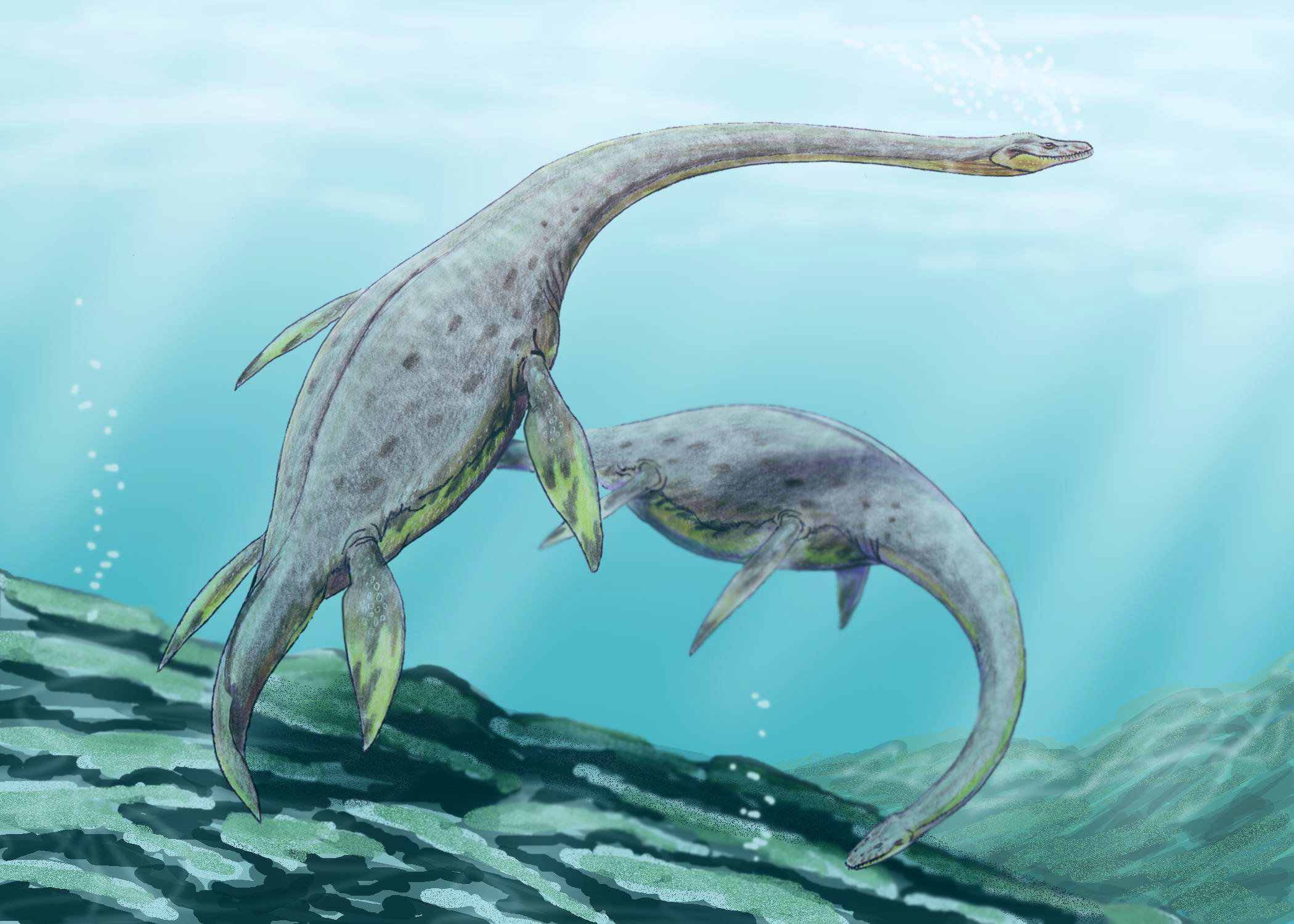
Plesiosaur like Muraenosaurus roamed Jurassic oceans.
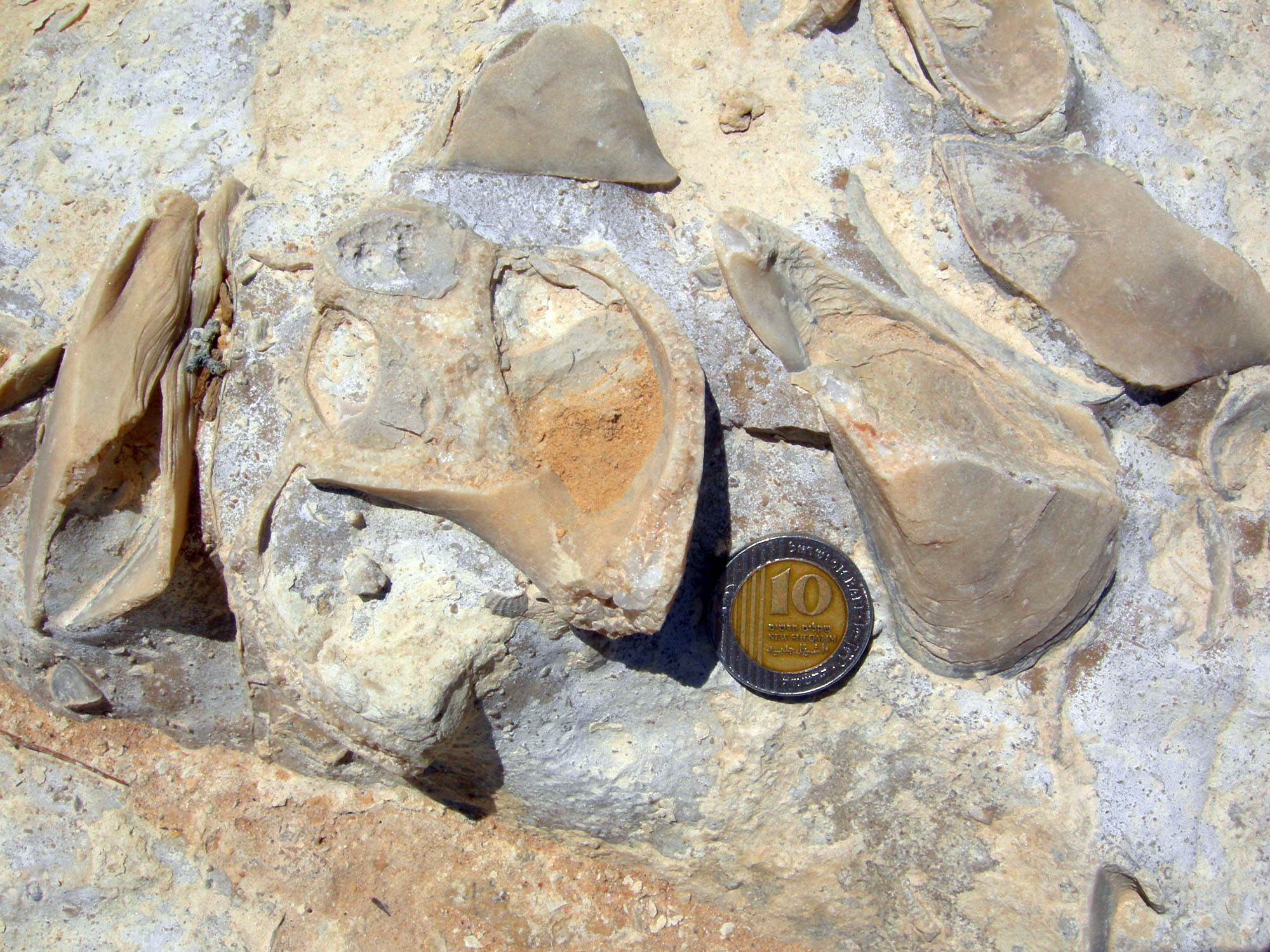
Gastropod and attached mytilid bivalves on a Jurassic limestone bedding plane in southern Israel.

## Động vật đất liền
Trên đất liền, các loài bò sát lớn thuộc nhóm Archosauria vẫn thống trị. Các loài khủng long hông thằn lằn lớn ăn cỏ (cận bộ Sauropoda) sinh sống trên các thảo nguyên và ăn dương xỉ và các loài tuế có hình dáng giống cây dừa cũng như nhóm Bennettitales. Chúng bị các khủng long thuộc cận bộ Theropodalớn (Ceratosaurs, Megalosaurs và Allosaurs) săn bắt. Tất cả các loài khủng long này đều thuộc nhóm 'hông thằn lằn' hay bộ Saurischia.
Vào thời kỳ Jura muộn thì các loài chim đầu tiên đã tiến hóa từ khủng long nhỏ thuộc cận bộ Coelurosauria. Khủng long thuộc bộ Ornithischia ít chiếm ưu thế hơn so với khủng long bộ Saurischia, mặc dù một vài nhóm như chi Stegosaur và phân bộ Ornithopoda nhỏ đã đóng vai trò quan trọng như là các động vật ăn cỏ có kích thước từ nhỏ, trung bình tới lớn (nhưng không có kích thước như Sauropoda). Trong không gian, thằn lằn chim (Pterosauria) là phổ biến, thực hiện nhiều vai trò sinh thái như chim hiện nay.

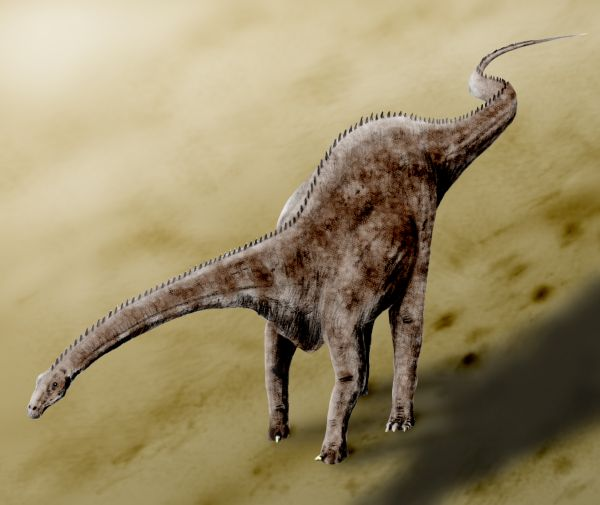
Diplodocus dược dự đoán có chiều dài hơn 30 m, là một loại sauropoda phổ biến ở Jura muộn.
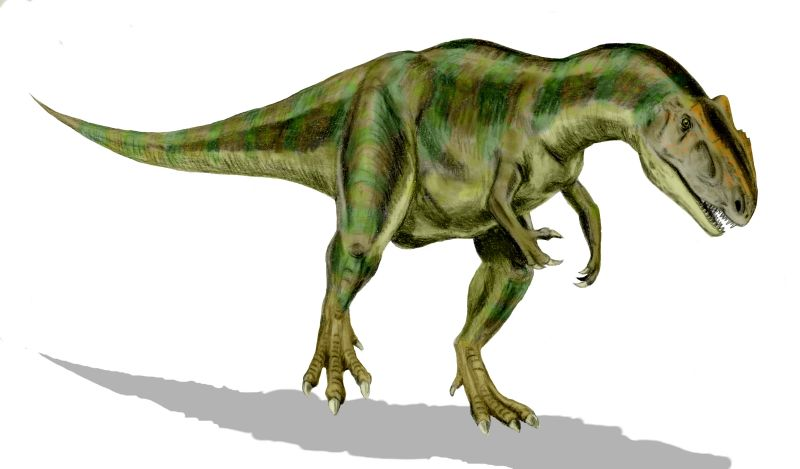
Allosaurus một trong những loài thú săn mồi lớn nhất trên đất liền ở kỉ Jura.
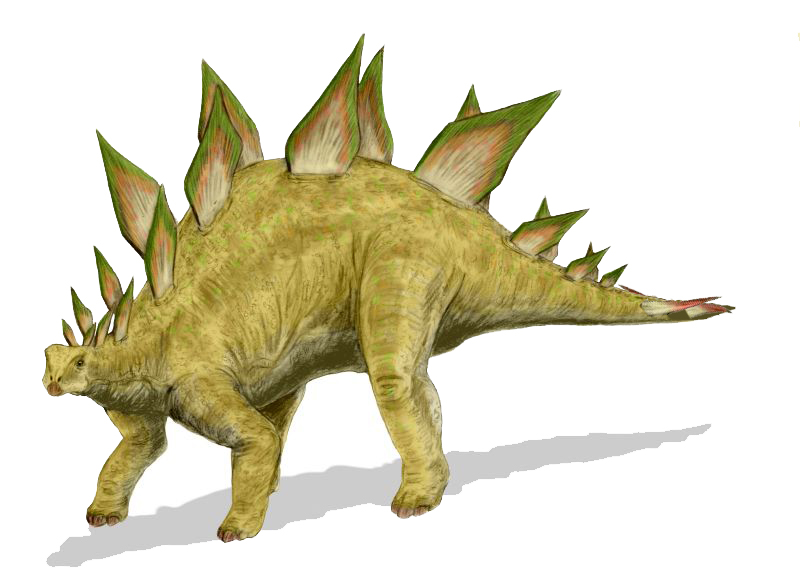
Stegosaurus là một trong những chi khủng long được biết đến nhiều nhất, tồn tại từ trung đến hậu Jura.
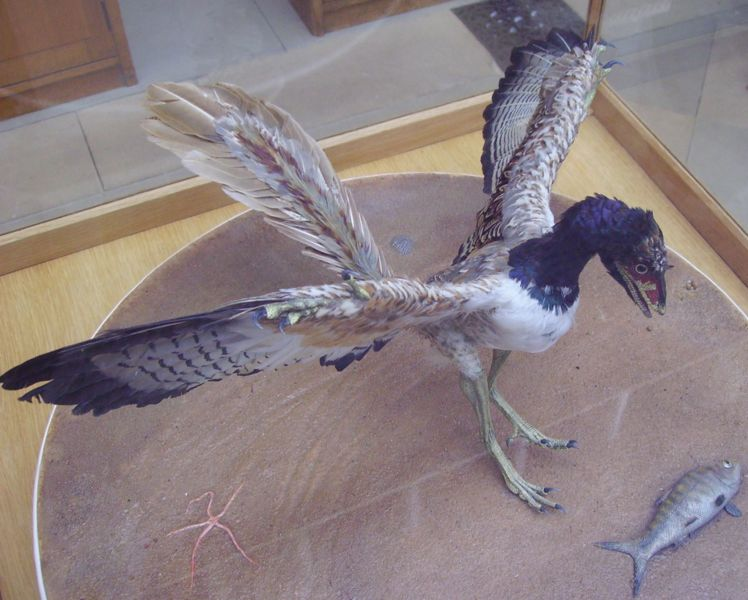
Archaeopteryx, một tổ tiên của chim hiện đại, xuất hiện ở Jura muộn.

## Thực vật

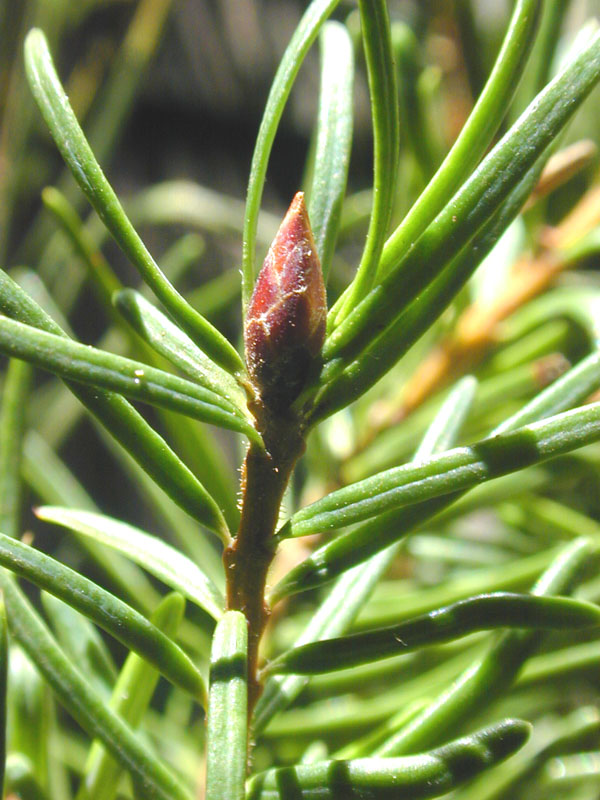
Hạt trần là loài thực vật chiếm ưu thế trên đất liền vào kỉ Jura

Các điều kiện khô hạn đặc trưng cho phần lớn kỷ Trias dần dần giảm nhẹ trong kỷ Jura, đặc biệt là ở các độ cao lớn; khí hậu ấm và ẩm cho phép các cánh rừng nhiệt đới tươi tốt che phủ phần lớn diện tích đất. Thực vật có hoa vẫn chưa được tiến hóa thành và các loại thực vật quả nón ngự trị trên các vùng đất, giống như chúng đã từng tồn tại trong kỷ Trias. Trên thực tế chúng là nhóm thực vật đa dạng nhất và tạo thành phần chính yếu của các loài cây lớn thân gỗ. Các họ ngành Thông tồn tại ngày nay đã phát triển mạnh mẽ trong kỷ Jura là Araucariaceae, Cephalotaxaceae, Pinaceae, Podocarpaceae, Taxaceae và Taxodiaceae. Họ thực vật quả nón thuộc Đại Trung Sinh mà nay đã tuyệt chủng là Cheirolepidiaceae từng chiếm lĩnh thảm thực vật thuộc độ cao nhỏ, cũng giống như các loài cây bụi thuộc bộ Bennettitales. Các loài tuế (Cycadophyta) cũng rất phổ biến, cũng như các loài bạch quả và dương xỉ thân gỗ trong các cánh rừng. Các loài dương xỉ nhỏ hơn có lẽ đã là nhóm thống lĩnh ở tầng thấp. Dương xỉ có hạt nhóm Caytoniacea là một nhóm thực vật quan trọng khác trong thời kỳ này và có lẽ chúng có kích thước của cây bụi hay cây thân gỗ nhỏ. Các loài thực vật tương tự như bạch quả là phổ biến ở các vĩ độ từ trung tới cao của nửa phía bắc. Tại Bán cầu nam, các loài kim giao đặc biệt phát triển, trong khi bạch quả và Czekanowskiales thì hiếm.

## Văn hóa
- Tên gọi của cuốn tiểu thuyết và bộ phim Công viên kỷ Jura đề cập tới kỷ Jura, mặc dù nhiều sinh vật được miêu tả trong tiểu thuyết cũng như phim thực ra là thuộc kỷ Phấn trắng.
- Có một ban nhạc hip hop có tên gọi là Jurassic 5.